# Callipotnia multicolor
Callipotnia multicolor là một loài bướm đêm trong họ Geometridae.